# 이문옥
이문옥(李文玉, 1937년 11월 10일 ~ )은 대한민국의 공무원이다. 감사원 감사관 재직 시절에 감사원의 감사 비리를 폭로한 것으로 유명하다.

## 생애
전라남도 나주시 출신으로 광주에 위치한 광주고등학교를 졸업했다. 1958년에 동아대학교 법과대학에 입학했다가 중퇴했고 1959년에 공무원 시험에 합격하면서 세무직 공무원으로 근무했다. 그 뒤 1972년부터 감사원에서 근무했다.
감사원 감사관으로 재직 중이던 1990년 5월 11일부터 12일 사이에 걸쳐 한겨레에 감사원이 23개 대기업의 비업무용 부동산 보유 현황에 대한 감사 과정이 업계의 로비로 인하여 중단되었다는 사실을 내부고발을 통해 폭로했다가 검찰로부터 공무상 비밀 누설 혐의로 기소되었다. 또한 감사원은 1990년 5월 26일에 이문옥에게 직위 해제 명령을 내렸고 같은 해 12월 27일에 열린 징계위원회를 통해 파면 결정을 내렸다.
그러나 경제정의실천시민연합(경실련)을 비롯한 여러 시민 단체들 사이에서 그에 대한 구명 운동이 전개되었는데 이문옥 자신도 1991년부터 1992년 사이에 경제부정고발센터 대표를 역임하게 된다. 1993년에는 1심 재판에서 무죄 판결을 받았고 3년 동안에 걸친 법적 공방 끝에 1996년에 대법원에서 최종 무죄 판결을 받았다. 또한 1994년 4월 27일에는 서울고등법원으로부터 감사원을 상대로 제기한 파면 취소 청구 소송에서 승소 판결을 받았다. 1996년 11월에 복직된 이후부터 감사원 산하 감사교육원 교수로 근무했고 1999년 12월에 정년 퇴임했다. 특히 그는 정년 퇴임 과정에서 부패방지법 제정을 촉구하면서 정부에서 수여하는 녹조근정훈장을 거부하기도 했다.
2000년 2월 25일에 민주노동당에 입당했으며 같은 해 3월 12일에 열린 임시 당대회에서 부대표로 선출되었다. 2002년에 실시된 제3회 전국동시지방선거에서는 민주노동당 서울특별시장 후보로 출마했으나 3위에 그쳐 낙선했다. 또한 2004년에 실시된 대한민국 제17대 국회의원 선거에서는 민주노동당 비례대표 10번 후보로 출마했으나 낙선했다. 2008년에 민주노동당에서 탈당한 이후부터 2012년까지 진보신당에서 고문을 역임했다. 2018년에는 내부제보실천운동본부가 사회의 부정부패를 폭로한 용기있는 내부고발자에게 수여하는 상인 이문옥 밝은사회상을 제정했다.

## 역대 선거 결과
|  | 27.53% |

|  | 12.68% |

|  | 2.52% |

|  | 13.03% |